# Temporada da Indy Lights de 1989
A temporada da Indy Lights de 1989 foi a quarta da história. O campeonato foi gerido pela CART, e em sua pirâmide de importância ocupava a terceira fileira, atrás da IndyCar e da Atlantic Championship Series.
A competição contou com doze etapas, e percorreu os Estados Unidos e o Canadá. O campeão foi o americano Mike Groff da Leading, que venceu quatro corridas no ano.
O vice-campeão foi o irlandês Tommy Byrne, que também venceu quatro corridas, e terminou o a competição dez pontos atrás de Groff. Este foi o segundo vice-campeonato seguido de Byrne, que não conquistava um título desde 1982, quando venceu o Campeonato Britânico de Fómula-3.
O certame não contou com brasileiros, que nessa época, ainda focavam nas categorias de base europeias como a Fórmula 3 Britânica.

## Equipes e pilotos
Este gráfico reflete apenas as combinações confirmadas e citadas de piloto, motor e equipe.
| Equipe                  | Motor | No. | Piloto(s)           | Etapa(s)        |
| ----------------------- | ----- | --- | ------------------- | --------------- |
| Leading Edge Motorsport | Buick | 3   | Mike Groff          | Todas           |
| Leading Edge Motorsport | Buick | 4   | Dave Kudrave        | Todas           |
| P.I.G. Racing           | Buick | 33  | Ted Prappas         | 1-2 e 4-12      |
| P.I.G. Racing           | Buick | 6   | P. J. Jones         | Todas           |
| P.I.G. Racing           | Buick | 5   | Calvin Fish         | 4 e 8           |
| Landford Racing         | Buick | 23  | Tommy Byrne         | 2-12            |
| Landford Racing         | Buick | 59  | Tom Christoff       | Todas           |
| Stuart Moore Racing     | Buick | 9   | Steve Shelton       | 1-7, 9-10 e 12  |
| Stuart Moore Racing     | Buick | 10  | John Thompson       | 1-3, 5 e 10     |
| Roquin Motorsports      | Buick | 11  | Roberto Quintanilla | 1-4 e 6-12      |
| Roquin Motorsports      | Buick | 12  | Jeff Purner         | 4               |
| Baci Racing             | Buick | 19  | Hunter Jones        | 4 e 6-10        |
| Baci Racing             | Buick | 14  | Jeff Andretti       | 11              |
| A. J. Foyt Enterprises  | Buick | 20  | Tony George         | Todas           |
| A. J. Foyt Enterprises  | Buick | 21  | Dean Hall           | 1-3             |
| McNeil Motorsports      | Buick | 76  | Daniel Campeau      | 1-9             |
| McNeil Motorsports      | Buick | 88  | Cathy Muller        | 12              |
| Genoa Racing            | Buick | 32  | Vinicio Salmi       | 1-2, 5-7 e 9-12 |
| Genoa Racing            | Buick | 33  | Harald Huysman      | 12              |
| Thieman Racing          | Buick | 35  | Mitch Thieman       | 2 e 5           |
| Thieman Racing          | Buick | 36  | Harry Sauce         | 9               |
| Panasonic Corporation   | Buick | 41  | Hiro Matsushita     | 5-7, 9 e 11     |
| Panasonic Corporation   | Buick | 42  | Arthur Abrahams     | 12              |
| TEAMKAR International   | Buick | 62  | Marty Roth          | 4, 6-7 e 11     |
| TEAMKAR International   | Buick | 99  | Brian Bonner        | 9 e 12          |
| Cole Porformance        | Buick | 16  | Gary Rubio          | Todas           |
| C. P. Racing            | Buick | 16  | Johnny O'Connell    | Todas           |
| Maple Leaf Racing       | Buick | 16  | Paul Tracy          | 1-11            |
| Barclay Racing          | Buick | 16  | Steve Barclay       | 1-2 e 5         |
| Barclay Racing          | Buick | 17  | Jimmy Vasser        | 12              |
| Walther Racing          | Buick | 16  | Salt Walther        | 8-9             |

## Calendário
| #  | Data           | Grande Prêmio      | Circuito                         | Local                        |
| -- | -------------- | ------------------ | -------------------------------- | ---------------------------- |
| 1  | 8 de Abril     | GP de Phoenix      | O Phoenix International Raceway  | Phoenix, Arizona             |
| 2  | 16 de Abril    | GP de Long Beach   | R Ruas de Long Beach             | Long Beach, Califórnia       |
| 3  | 4 de Junho     | GP de Milwaukee    | O Milwaukee Mile                 | Milwaukee, Wisconsin         |
| 4  | 18 de Junho    | GP de Detroit      | R Renaissance Center             | Detroit, Michigan            |
| 5  | 25 de Junho    | GP de Portland     | O Portland International Raceway | Portland, Oregon             |
| 6  | 16 de Julho    | GP de Nova Jersey  | O Meadowlands Sports Complex     | East Rutherford, Nova Jersey |
| 7  | 23 de Julho    | GP de Toronto      | R Circuito de Rua de Toronto     | Toronto, Ontário             |
| 8  | 19 de Agosto   | GP de Pocono       | O Pocono Raceway                 | Long Pond, Pensilvânia       |
| 9  | 3 de Setembro  | GP de Mid-Ohio     | R Mid-Ohio Sports Car Course     | Lexington, Ohio              |
| 10 | 10 de Setembro | GP de Elkhart Lake | R Road America                   | Elkhart Lake, Wisconsin      |
| 11 | 24 de Setembro | GP de Nazareth     | O Nazareth Speedway              | Nazareth, Pensilvânia        |
| 12 | 15 de Outubro  | GP de Laguna Seca  | R Laguna Seca Raceway            | Monterey, Califórnia         |

## Resultados
| #  | Grande Prêmio      | Pole position    | Volta mais rápidas | Vencedores       | Vencedores              | Info   |
| #  | Grande Prêmio      | Pole position    | Volta mais rápidas | Piloto           | Equipe                  | Info   |
| -- | ------------------ | ---------------- | ------------------ | ---------------- | ----------------------- | ------ |
| 1  | GP de Phoenix      | Mike Groff       | Paul Tracy         | Mike Groff       | Leading Edge Motorsport | [ 11 ] |
| 2  | GP de Long Beach   | Tommy Byrne      | Tommy Byrne        | Tommy Byrne      | Landford Racing         | [ 12 ] |
| 3  | GP de Milwaukee    | Mike Groff       | Dave Kudrave       | Mike Groff       | Leading Edge Motorsport | [ 13 ] |
| 4  | GP de Detroit      | Johnny O'Connell | Calvin Fish        | Ted Prappas      | P.I.G. Racing           | [ 14 ] |
| 5  | GP de Portland     | Tommy Byrne      | Vinicio Salmi      | Tommy Byrne      | Landford Racing         | [ 15 ] |
| 6  | GP de Nova Jersey  | Mike Groff       | Johnny O'Connell   | Mike Groff       | Leading Edge Motorsport | [ 16 ] |
| 7  | GP de Toronto      | Tommy Byrne      | P. J. Jones        | Gary Rubio       | Cole Porformance        | [ 17 ] |
| 8  | GP de Pocono       | Tommy Byrne      | Tommy Byrne        | Tommy Byrne      | Landford Racing         | [ 18 ] |
| 9  | GP de Mid-Ohio     | Tommy Byrne      | Mike Groff         | P. J. Jones      | P.I.G. Racing           | [ 19 ] |
| 10 | GP de Elkhart Lake | Ted Prappas      | Johnny O'Connell   | Tommy Byrne      | Landford Racing         | [ 20 ] |
| 11 | GP de Nazareth     | Dave Kudrave     | Tommy Byrne        | Mike Groff       | Leading Edge Motorsport | [ 21 ] |
| 12 | GP de Laguna Seca  | Tommy Byrne      | Mike Groff         | Johnny O'Connell | C. P. Racing            | [ 22 ] |

## Classificação Final

### Resultado após doze etapas
Para cada corrida os pontos foram premiados: 20 pontos para o vencedor, 16 para o vice-campeão, 14 para o terceiro lugar, 12 para o quarto lugar, 10 para o quinto lugar, 8 para o sexto lugar, 6 sétimo, diminuindo para 1 ponto 12º lugar. Pontos adicionais foram concedidos ao vencedor da pole (1 ponto) e ao piloto que liderou a maioria das voltas (1 ponto).
| #  | Piloto              | PHO | LBE | MIL | DET | POR | NJE | TOR | POC | MDO | RDA | NAZ | LAG | Pts |
| -- | ------------------- | --- | --- | --- | --- | --- | --- | --- | --- | --- | --- | --- | --- | --- |
| 1  | Mike Groff          | 1   | 9   | 1   | 4   | 5   | 1   | 7   | RET | 2   | 4   | 1   | 2   | 163 |
| 2  | Tommy Byrne         |     | 1   | 4   | RET | 1   | 2   | RET | 1   | 13  | 1   | 2   | 4   | 153 |
| 3  | Gary Rubio          | RET | RET | 3   | 3   | 4   | 3   | 1   | 2   | 5   | 3   | 5   | 7   | 131 |
| 4  | Dave Kudrave        | 3   | RET | 2   | RET | 9   | RET | 3   | 4   | 8   | 5   | 3   | 5   | 100 |
| 5  | Ted Prappas         | 5   | 10  |     | 1   | 3   | 7   | 4   | 3   | 4   | RET | 7   | RET | 99  |
| 6  | P. J. Jones         | RET | 2   | 9   | RET | RET | 9   | 2   | 9   | 1   | RET | 9   | 3   | 90  |
| 7  | Johnny O'Connell    | 4   | RET | RET | RET | 8   | 6   | RET | 5   | RET | 2   | RET | 1   | 72  |
| 8  | Paul Tracy          | 2   | RET | RET | RET | 2   | 4   | RET | 12  | 3   | RET | RET |     | 65  |
| 9  | Steve Shelton       | 7   | RET | 5   | 5   | 7   | 5   | RET |     | 7   | RET |     | 6   | 58  |
| 10 | Roberto Quintanilla | RET | 5   | 11  | RET |     | 10  | 9   | 6   | RET | 7   | 6   | 13  | 41  |
| 11 | Hunter Jones        |     |     |     | 7   |     | 8   | 5   | 8   | 6   | RET |     |     | 34  |
| 12 | Tony George         | 8   | 7   | 12  | 9   | RET | 13  | 8   | 10  | 10  | 8   | 11  | 16  | 34  |
| 13 | Daniel Campeau      | RET | 4   | 6   | 6   | RET | RET | RET | 11  | 15  |     |     |     | 33  |
| 14 | Vinicio Salmi       | 11  | DNS |     |     | 6   | RET | RET |     | 12  | 6   | RET | 11  | 23  |
| 15 | Tom Christoff       | 9   | RET | 8   | 10  | RET | 11  | RET | RET | 9   | RET | RET | 15  | 20  |
| 16 | Calvin Fish         |     |     |     | 2   |     |     |     | RET |     |     |     |     | 16  |
| 17 | Mitch Thieman       |     | 3   |     |     | RET |     |     |     |     |     |     |     | 14  |
| 18 | John Thompson       | 10  | 8   | 7   |     | RET |     |     |     |     | RET |     |     | 14  |
| 19 | Hiro Matsushita     |     |     |     |     | RET | 12  | 6   |     | RET |     | 8   |     | 14  |
| 20 | Marty Roth          |     |     |     | DNS |     | RET | RET |     |     |     | 4   |     | 12  |
| 21 | Dean Hall           | RET | 6   | 10  |     |     |     |     |     |     |     |     |     | 11  |
| 22 | Steve Barclay       | 6   | RET |     |     | RET |     |     |     |     |     |     |     | 10  |
| 23 | Salt Walther        |     |     |     |     |     |     |     | 7   | RET |     |     |     | 6   |
| 24 | Jeff Purner         |     |     |     | 8   |     |     |     |     |     |     |     |     | 5   |
| 25 | Jimmy Vasser        |     |     |     |     |     |     |     |     |     |     |     | 8   | 5   |
| 26 | Cathy Muller        |     |     |     |     |     |     |     |     |     |     |     | 9   | 4   |
| 27 | Jeff Andretti       |     |     |     |     |     |     |     |     |     |     | 10  |     | 3   |
| 28 | Harald Huysman      |     |     |     |     |     |     |     |     |     |     |     | 10  | 3   |
| 29 | Brian Bonner        |     |     |     |     |     |     |     |     | 11  |     |     | 12  | 3   |
| 30 | Harry Sauce         |     |     |     |     |     |     |     |     | 14  |     |     |     | 0   |
| 31 | Arthur Abrahams     |     |     |     |     |     |     |     |     |     |     |     | 14  | 0   |
| #  | Piloto              | PHO | LBE | MIL | DET | POR | NJE | TOR | POC | MDO | RDA | NAZ | LAG | Pts |

| #  | Piloto              | PHO | LBE | MIL | DET | POR | NJE | TOR | POC | MDO | RDA | NAZ | LAG | Pts |
| -- | ------------------- | --- | --- | --- | --- | --- | --- | --- | --- | --- | --- | --- | --- | --- |
| 1  | Mike Groff          | 1   | 9   | 1   | 4   | 5   | 1   | 7   | RET | 2   | 4   | 1   | 2   | 163 |
| 2  | Tommy Byrne         |     | 1   | 4   | RET | 1   | 2   | RET | 1   | 13  | 1   | 2   | 4   | 153 |
| 3  | Gary Rubio          | RET | RET | 3   | 3   | 4   | 3   | 1   | 2   | 5   | 3   | 5   | 7   | 131 |
| 4  | Dave Kudrave        | 3   | RET | 2   | RET | 9   | RET | 3   | 4   | 8   | 5   | 3   | 5   | 100 |
| 5  | Ted Prappas         | 5   | 10  |     | 1   | 3   | 7   | 4   | 3   | 4   | RET | 7   | RET | 99  |
| 6  | P. J. Jones         | RET | 2   | 9   | RET | RET | 9   | 2   | 9   | 1   | RET | 9   | 3   | 90  |
| 7  | Johnny O'Connell    | 4   | RET | RET | RET | 8   | 6   | RET | 5   | RET | 2   | RET | 1   | 72  |
| 8  | Paul Tracy          | 2   | RET | RET | RET | 2   | 4   | RET | 12  | 3   | RET | RET |     | 65  |
| 9  | Steve Shelton       | 7   | RET | 5   | 5   | 7   | 5   | RET |     | 7   | RET |     | 6   | 58  |
| 10 | Roberto Quintanilla | RET | 5   | 11  | RET |     | 10  | 9   | 6   | RET | 7   | 6   | 13  | 41  |
| 11 | Hunter Jones        |     |     |     | 7   |     | 8   | 5   | 8   | 6   | RET |     |     | 34  |
| 12 | Tony George         | 8   | 7   | 12  | 9   | RET | 13  | 8   | 10  | 10  | 8   | 11  | 16  | 34  |
| 13 | Daniel Campeau      | RET | 4   | 6   | 6   | RET | RET | RET | 11  | 15  |     |     |     | 33  |
| 14 | Vinicio Salmi       | 11  | DNS |     |     | 6   | RET | RET |     | 12  | 6   | RET | 11  | 23  |
| 15 | Tom Christoff       | 9   | RET | 8   | 10  | RET | 11  | RET | RET | 9   | RET | RET | 15  | 20  |
| 16 | Calvin Fish         |     |     |     | 2   |     |     |     | RET |     |     |     |     | 16  |
| 17 | Mitch Thieman       |     | 3   |     |     | RET |     |     |     |     |     |     |     | 14  |
| 18 | John Thompson       | 10  | 8   | 7   |     | RET |     |     |     |     | RET |     |     | 14  |
| 19 | Hiro Matsushita     |     |     |     |     | RET | 12  | 6   |     | RET |     | 8   |     | 14  |
| 20 | Marty Roth          |     |     |     | DNS |     | RET | RET |     |     |     | 4   |     | 12  |
| 21 | Dean Hall           | RET | 6   | 10  |     |     |     |     |     |     |     |     |     | 11  |
| 22 | Steve Barclay       | 6   | RET |     |     | RET |     |     |     |     |     |     |     | 10  |
| 23 | Salt Walther        |     |     |     |     |     |     |     | 7   | RET |     |     |     | 6   |
| 24 | Jeff Purner         |     |     |     | 8   |     |     |     |     |     |     |     |     | 5   |
| 25 | Jimmy Vasser        |     |     |     |     |     |     |     |     |     |     |     | 8   | 5   |
| 26 | Cathy Muller        |     |     |     |     |     |     |     |     |     |     |     | 9   | 4   |
| 27 | Jeff Andretti       |     |     |     |     |     |     |     |     |     |     | 10  |     | 3   |
| 28 | Harald Huysman      |     |     |     |     |     |     |     |     |     |     |     | 10  | 3   |
| 29 | Brian Bonner        |     |     |     |     |     |     |     |     | 11  |     |     | 12  | 3   |
| 30 | Harry Sauce         |     |     |     |     |     |     |     |     | 14  |     |     |     | 0   |
| 31 | Arthur Abrahams     |     |     |     |     |     |     |     |     |     |     |     | 14  | 0   |
| #  | Piloto              | PHO | LBE | MIL | DET | POR | NJE | TOR | POC | MDO | RDA | NAZ | LAG | Pts |

| Cor             | Resultado                            |
| --------------- | ------------------------------------ |
| Ouro            | Vencedor                             |
| Prata           | 2º lugar                             |
| Bronze          | 3º lugar                             |
| Verde           | 4º e 5º lugares                      |
| Azul claro      | 6º–10º lugares                       |
| Azul escuro     | Completou a corrida (fora do Top 10) |
| Roxo            | Não completou a corrida              |
| Vermelho        | Não se classificou (NQ)              |
| Marrom          | Retirou-se da corrida (Wth)          |
| Preto           | Desclassificado (DSQ)                |
| Vermelho escuro | Não largou (DNS)                     |
| Vermelho escuro | Abandonou a corrida (C)              |
| Vazio           | Não participou                       |